# Hypnagogické halucinace
Hypnagogické halucinace jsou druh pseudohalucinací. Jde o přechodný stav od bdění po spánek. Mentální jevy, které se mohou během této fáze okrajového vědomí vyskytovat zahrnují halucinace, lucidní myšlenky, lucidní sny a paralýzu spánku.

## Vznik
Během REM fáze spánku může dojít k propadnutí člověka do bdělého stavu, uvolní se svalový automatismus a dostává se do stavu, kdy nemá ponětí o čase ani prostoru. Tyto halucinace často postihují i duševně zdravé lidi. Předmětem těchto halucinací jsou nereálné postavy, často temné postavy či duchové. Během těchto vidin jsou lidé paralyzováni, nemohou se pohybovat ani využívat oční svaly. U lidí, kteří trpí těmito halucinacemi, může vzniknout démonofobie.

## Definice
Slovo hypnagogie je někdy používáno v omezeném smyslu pro odkazování na nástup spánku. Opakem je hypnopomie, tedy probuzení.
Okrajové vědomí (běžně nazývané polospánek nebo napůl vzhůru) popisuje stejný duševní stav někoho, kdo se pohybuje směrem ke spánku nebo bdění, ale ještě nedokončil přechod mezi těmito fázemi. Takové přechody jsou obvykle krátké, ale mohou být prodlouženy poruchou spánku nebo úmyslnou indikací, například meditací.

## Příznaky

### Obrazové vjemy
Během přechodu do spánku a ze spánku může být přítomna celá řada smyslových zážitků. Ty se mohou vyskytovat v jakékoli modalitě, jednotlivě nebo kombinovaně, pohybují se od nejasných a stěží vnímatelných až po živé halucinace. Mezi nejčastější fenomény při těchto halucinacích patří tzv. fosfeny, které se mohou projevovat jako zdánlivě náhodné skvrny, čáry nebo geometrické vzorce nebo jako obrazové vjemy. Mohou být monochromatické nebo bohatě zbarvené, statické, ploché nebo trojrozměrné (mající dojem perspektivy).

### Tetrisový efekt
Lidé, kteří před spaním strávili dlouho dobu nějakou opakovanou aktivitou, zejména tou, která je pro ně nová, často zjišťují, že dominuje jejich smyslovým vjemům během usínání. Tato tendence při ospalosti se nazývá efekt Tetris, a byla zpozorována i u lidí trpících amnézií (jak dočasnou, tak trvalou). Například když někdo před spaním cestoval na lodi, může při usínání cítit vlny, lyžař zase může cítit sníh pod nohama.
Mnoho šachistů hlásí, že při usínání zažili tento fenomén ve formě pseudohalucinace, kdy během tohoto stavu viděli šachovnici a figurky.

### Zvukové vjemy
Hypnagogická halucinace má často sluchovou složku. Podobně jako u vizuálních halucinací, hypnagogické zvuky se liší intenzitou od slabých dojmů po hlasité zvuky, jako je klepání a nárazy a rány (parasomnie - syndrom explodující hlavy). Lidé si mohou představit své vlastní jméno, zvuk zmačkané tašky, bílý šum. Časté jsou útržky imaginární řeči, která obsahuje kalambúry nebo neologismy.

### Jiné vjemy
Byly hlášeny chuťové, čichové i tepelné pocity, někdy také hmatové vjemy (včetně parestézie). Někdy se může objevit také dočasná nebo trvalá synestézie. Další vjemy mohou být pocit houpající postele, klouzačky nebo mimosmyslové vnímání.

## Fyziologie
Fyziologické studie se soustřeďovaly na hypnagogii ve smyslu spontánního nástupu spánku. Tyto zkušenosti jsou spojeny zejména s první fází spánku NREM. Na elektroencefalografu bylo změřeno, že hypnagogické stavy se nejčastěji vyskytují při hladině soustředění alfa. Během halucinací může dojít ke změnám dýchacích cest.